# Beiguan
För andra betydelser, se Beiguan (olika betydelser).
Beiguan är ett stadsdistrikt och säte för stadsfullmäktige i Anyang i Henan-provinsen i centrala Kina.